# Youssouf Hadji
Youssouf Hadji (arab. يُوسف حجي, ur. 25 lutego 1980 w Ifrane) – marokański piłkarz który grał na pozycji ofensywnego pomocnika oraz napastnika. 
W latach 2003–2012 roku reprezentant Maroka. Uczestnik Pucharu Narodów Afryki w 2004, 2006, 2008, 2012. Większość swojej kariery spędził we francuskim AS Nancy.

## Kariera klubowa
Hadji urodził się w Maroku, ale piłkarską karierę rozpoczął już we Francji, w klubie AS Nancy. Tam rozwijał się pod okiem rumuńskiego szkoleniowca Ladislaua Bölöniego, a 18 grudnia 1999 roku zadebiutował w Ligue 1 w wygranym 1:0 spotkaniu z AS Saint-Étienne. W pierwszych dwóch sezonach grał mało, a w 2000 roku Nancy spadło do Ligue 2. W drugiej lidze Youssouf był już podstawowym zawodnikiem zespołu, w którym grał wraz z rodakami Moncefem Zerką i Mehdim Taouilem. W sezonie 2002/2003 powrócił z Nancy do Ligue 1.
Latem 2003 Hadji zmienił barwy klubowe i na zasadzie wolnego transferu przeszedł do Bastii. W Bastii miał pewne miejsce w wyjściowej jedenastce i w sezonie 2003/2004 z 6 golami był drugim najlepszym strzelcem zespołu obok Floriana Maurice’a. W sezonie 2004/2005 strzelił 7 bramek i tym razem był najskuteczniejszym zawodnikiem w korsykańskim klubie. Bastia spadła jednak do Ligue 2, a Hadji za 1,6 miliona euro przeszedł do Stade Rennais. W Rennes wiodło mu się jednak gorzej i przez półtora roku strzelił tylko 3 gole i w styczniu 2007 postanowił powrócić do Nancy, gdzie gra w pierwszym składzie.31 sierpnia 2011 roku podpisał 2–letni kontrakt z pierwszoligowym Stade Rennais FC.
25 czerwca 2012 roku podpisał 2–letni kontrakt z pierwszoligowym Al-Arabi SC. W sezonie 2013/2014 grał w Elazığsporze, a latem 2014 wrócił do AS Nancy.
1 lipca 2018 roku zakończył piłkarską karierę.
| Sezon   | Klub          | Kraj    | Rozgrywki | Mecze | Bramki | Rozgrywki Europy | Mecze | Bramki |
| ------- | ------------- | ------- | --------- | ----- | ------ | ---------------- | ----- | ------ |
| 1998/99 | AS Nancy B    | Francja | CFA       | 16    | 4      | -                | -     | -      |
| 1998/99 | AS Nancy      | Francja | Ligue 1   | 1     | 0      | -                | -     | -      |
| 1999/00 | AS Nancy B    | Francja | CFA       | 11    | 6      | -                | -     | -      |
| 1999/00 | AS Nancy      | Francja | Ligue 1   | 4     | 0      | -                | -     | -      |
| 2000/01 | AS Nancy      | Francja | Ligue 2   | 34    | 6      | -                | -     | -      |
| 2001/02 | AS Nancy      | Francja | Ligue 2   | 26    | 2      | -                | -     | -      |
| 2002/03 | AS Nancy      | Francja | Ligue 2   | 30    | 5      | -                | -     | -      |
| 2003/04 | SC Bastia     | Francja | Ligue 1   | 29    | 6      | -                | -     | -      |
| 2004/05 | SC Bastia     | Francja | Ligue 1   | 33    | 7      | -                | -     | -      |
| 2005/06 | Stade Rennais | Francja | Ligue 1   | 21    | 3      | Liga Europy UEFA | 3     | 1      |
| 2006/07 | Stade Rennais | Francja | Ligue 1   | 13    | 0      | -                | -     | -      |
| 2006/07 | AS Nancy      | Francja | Ligue 1   | 14    | 1      | Liga Europy UEFA | 2     | 0      |
| 2007/08 | AS Nancy      | Francja | Ligue 1   | 25    | 7      | -                | -     | -      |
| 2008/09 | AS Nancy      | Francja | Ligue 1   | 36    | 11     | Liga Europy UEFA | 2     | 0      |
| 2009/10 | AS Nancy      | Francja | Ligue 1   | 26    | 11     | -                | -     | -      |
| 2010/11 | AS Nancy      | Francja | Ligue 1   | 26    | 8      | -                | -     | -      |
| 2011/12 | AS Nancy      | Francja | Ligue 1   | 4     | 1      | -                | -     | -      |
| 2011/12 | Stade Rennais | Francja | Ligue 1   | 23    | 6      | Liga Europy UEFA | 6     | 1      |
| 2012/13 | Al-Arabi SC   | Katar   | QSL       | 3     | 0      | -                | -     | -      |
| 2013/14 | Elazığspor    | Turcja  | Süper Lig | 6     | 0      | -                | -     | -      |
| 2014/15 | AS Nancy      | Francja | Ligue 2   | 31    | 14     | -                | -     | -      |
| 2015/16 | AS Nancy      | Francja | Ligue 2   | 33    | 9      | -                | -     | -      |
| 2016/17 | AS Nancy      | Francja | Ligue 1   | 26    | 0      | -                | -     | -      |
| 2017/18 | AS Nancy      | Francja | Ligue 2   | 32    | 11     | -                | -     | -      |

Stan na: koniec sezonu 2015/2016.

## Kariera reprezentacyjna
W reprezentacji Maroka Hadji zadebiutował 10 września 2003 roku w wygranym 2:0 towarzyskim meczu z Trynidadem i Tobago. W 2004 roku został powołany przez selekcjonera Badou Zakiego do kadry na Puchar Narodów Afryki 2004. W fazie grupowej turnieju zdobył zwycięskiego gola w meczu z Nigerią (1:0), a w ćwierćfinale strzelił bramkę Algierii (3:1 po dogrywce). W półfinałowym spotkaniu z Mali (4:0) także zdobył gola, a wystąpił także w przegranym 1:2 finale z Tunezją.
W 2008 roku Henri Michel powołał Hadjiego na Puchar Narodów Afryki 2008.